# دت‌گیم‌کامپانی
دت‌گیم‌کامپانی (به انگلیسی: Thatgamecompany) یک استودیوی مستقل توسعه‌دهنده بازی‌های ویدئویی آمریکایی که در مه سال ۲۰۰۶ توسط جنووا چن و کلی سانتیاگو تأسیس شده‌است. این استودیوی مستقل سازنده عناوین مورد تقدیر قرار گرفته‌ای برای کنسول بازی پلی‌استیشن ۳ است که شامل فلو، بازی که در سال ۲۰۰۷ از طریق شبکه پلی‌استیشن در دسترس قرار گرفت، دومین عنوان فلاور که در سال ۲۰۰۹ منتشر شد و سومین بازی با نام جورنی که در مارس ۲۰۱۲ عرضه شده‌است. چهارمین بازی نیز تحت نام اسکای (بازی ویدئویی) برای سیستم‌عامل های آی‌اواس، ویندوز، مکینتاش، اندروید، و نینتندو سوئیچ منتشر شده‌است.

## بازی‌ها
| سال  | عنوان                | ناشر                                                          | سکو(ها) | سکو(ها) | سکو(ها) | سکو(ها)   | سکو(ها) | سکو(ها) | سکو(ها) |
| سال  | عنوان                | ناشر                                                          | پی‌اس۳   | پی‌اس۴   | پی‌اس‌پی  | پی‌اس ویتا | آی‌اواس  | ویندوز  | سوئیچ   |
| ---- | -------------------- | ------------------------------------------------------------- | ------- | ------- | ------- | --------- | ------- | ------- | ------- |
| ۲۰۰۶ | فلو                  | سونی کامپیوتر انترتینمنت                                      | آری     | آری     | آری     | آری       | نه      | آری     | نه      |
| ۲۰۰۹ | فلاور                | سونی کامپیوتر انترتینمنت آناپورنا انترتینمنت (آی‌اواس، ویندوز) | آری     | آری     | نه      | آری       | آری     | آری     | نه      |
| ۲۰۱۲ | جورنی                | سونی کامپیوتر انترتینمنت آناپورنا انترتینمنت (ویندوز)         | آری     | آری     | نه      | نه        | نه      | آری     | نه      |
| ۲۰۱۹ | اسکای (بازی ویدئویی) | دت‌گیم‌کامپانی                                                  | نه      | نه      | نه      | نه        | آری     | نه      | آری     |